# Aculeopsis longisetosa
Aculeopsis longisetosa is een eenoogkreeftjessoort uit de familie van de Laophontopsidae. De wetenschappelijke naam van de soort is voor het eerst geldig gepubliceerd in 1989 door Huys & Willems.